# Chrześcijańsko-Narodowe Stronnictwo Rolnicze

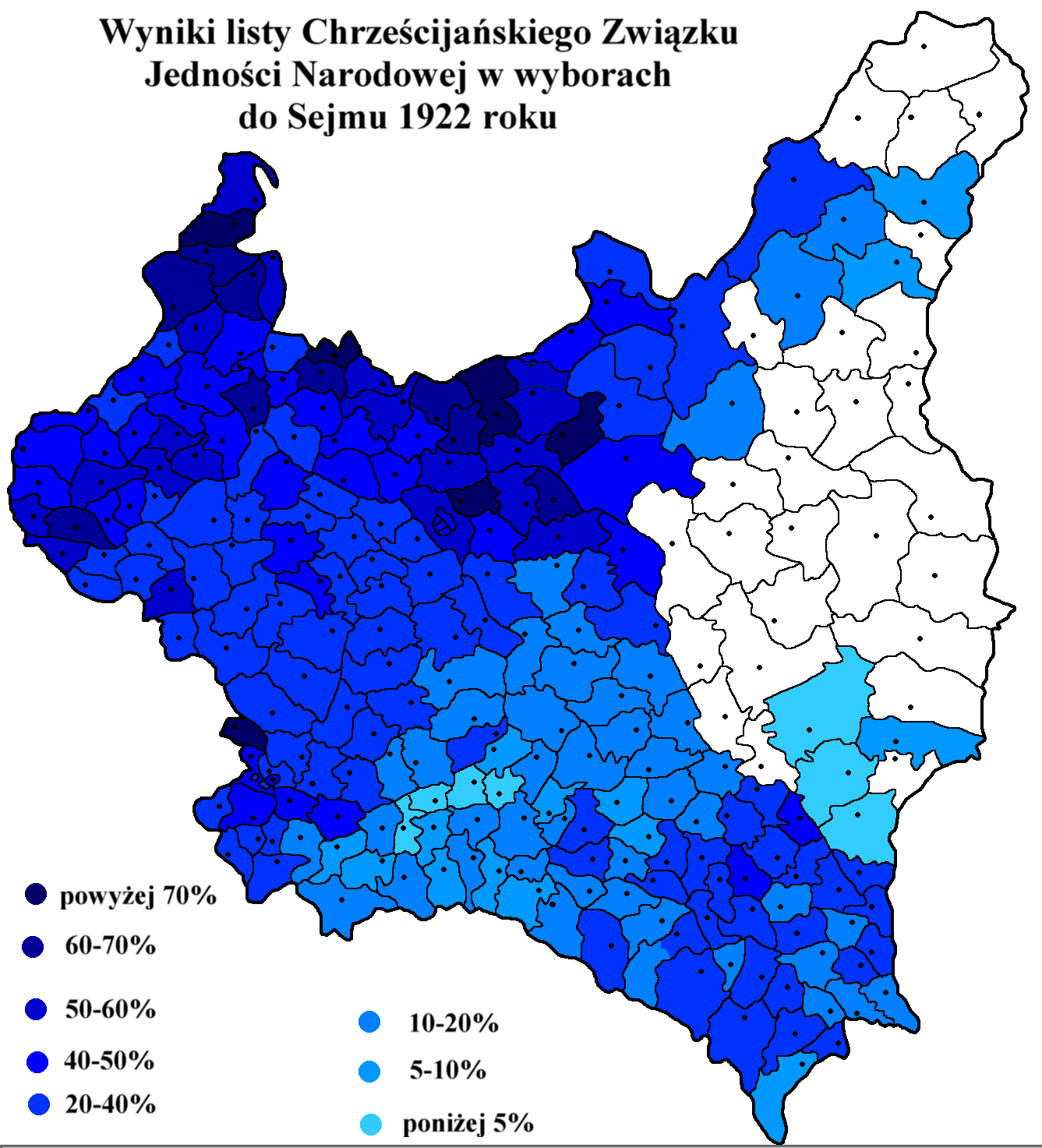
Wyniki listy Chrześcijańskiego Związku Jedności Narodowej w wyborach do Sejmu 1922 roku

Chrześcijańsko-Narodowe Stronnictwo Rolnicze (ChNSR) – polska konserwatywna partia polityczna istniejąca w latach 1920–1925. Organem prasowym ugrupowania był „Głos Rolnika”.
Chrześcijańsko-Narodowe Stronnictwo Rolnicze zostało utworzone przez konserwatystów z byłego zaboru pruskiego w 1920. 16 sierpnia 1922 weszło w skład Chrześcijańskiego Związku Jedności Narodowej, tzw. Chjeny (wraz ze Związkiem Ludowo-Narodowym, Chrześcijańsko-Narodowym Stronnictwem Pracy i Narodowo-Chrześcijańskim Stronnictwem Ludowym), z list którego uzyskało mandaty w Sejmie I kadencji w wyborach parlamentarnych w tym samym roku. Po wyborach partia podjęła ścisłą współpracę z Stronnictwem Chrześcijańsko-Narodowym (dawnym NChSL), tworząc wspólny klub poselski (Klub Chrześcijańsko-Narodowy). Ostatecznie 7 czerwca 1925 obie partie połączyły się, tworząc nowe Stronnictwo Chrześcijańsko-Narodowe.
Postulaty partii były w dużej mierze chrześcijańsko-demokratyczne. W programie przedstawiała niekonfilktową wizję struktury społecznej, sprzeciwiając się walce poszczególnych warstw narodu pomiędzy sobą. Opowiadała się za decentralizacją w wielu zakresach i zdecydowaną rozbudową samorządu, jednak kontrolowanego przez władzę centralną. Sprzeciwiała się zbędnemu interwencjonizmowi państwa. Ponadto ChNSR skłaniało się ku usankcjonowaniu prawnego wpływu wyznania rzymskokatolickiego na ustawodawstwo oraz życie społeczne i w konsekwencji przekształceniu Polski w państwo wyznaniowe. Ugrupowanie poddawało również krytyce elementy demokratyczne, uznając system wyborczy za „szkodliwy, niemądry i niesprawiedliwy”. Krytyce podlegała głównie równa waga głosów wyborców.